# Tahar Ben Jelloun
Tahar Ben Jelloun (Fes, 1. prosinca 1944.) marokanski pisac i pjesnik

## Životopis
Tahar Ben Jelloun pohađa kuransku školu, a zatim francusko-marokansku dvojezičnu školu. Upisuje francusku gimnaziju Regnault, gdje je maturirao 1963. Ben Jelloun započinje studij filozofije u Rabatu, ali ga 1966. mora prekinuti jer je osumnjičen da je bio jedan od organizatora studentskih prosvjeda u velikim marokanskim gradovima 1965 te je zajedno s još 94 studenata poslan u vojni disciplinski kamp. Oslobođen je dvije godine kasnije pa nastavlja započeti studij filozofije. Nakon diplome radi kao profesor filozofije u Téouanu, potom u Casablanci. 1971. marokanski ministar unutarnjih poslova najavljuje arabizaciju nastave filozofije. Kako nije imao potrebno obrazovanje, Ben Jelloun traži neplaćeni dopust i odlazi u Pariz gdje upisuje doktorat iz psihologije. 1975. brani tezu iz socijalne psihijatrije pod naslovom: „Afektivni i seksualni problemi sjevernoafričkih radnika u Francuskoj“ (Problèmes affectifs et sexuels de travailleurs nord-africains en France) koja će mu poslužiti kao predložak za djelo „Najviša od svih samoća“ (La plus haute des solitudes) (1977)
Tahar Ben Jelloun izabran je za člana Akademije Goncourt 2008. godine. Iste godine dobiva orden viteza Legije časti. Član je vijeća frankofonije u Parizu.

## Književna karijera
Tahar Ben Jelloun svoju književnu karijeru počinje kao pjesnik. Svoju prvu zbirku poezije „Ljudi pod mrtvačkim pokrovom tišisne“ (Hommes sous linceul de silence) izdaje 1970., a predgovor zbirci piše Abraham Serfaty, marokanski politički aktivist židovskog podrijetla koji je bio protivnik režima kralja Hassana II. te antisionist. Dvije godine kasnije François Maspero izdaje njegovu drugu zbirku poezije „Ožiljci na suncu“ (Cicatrices du soleil). Tahar Ben Jelloun objavljuje svoj prvi roman „Harrouda“ 1973., a tri godine kasnije uređuje antologiju nove marokanske arapske i frankofone poezije, „Buduća uspomena“ (La memoire future). Njegov roman „Luđak Moha, mudrac Moha“ (Moha le fou, Moha le sage), 1978. jedna je od najčitanijih knjiga nekog marokanskog pisca u Maroku, a nekoliko je mjeseci bio zabranjene zbog kontroverzne teme (roman počinje opisom scene mučenja u marokanskom zatvoru). 1984. objavljuje esej „Francusko gostoprimstvo“ (Hospitalité française) u kojemu nabraja rasističke zločine koji su se dogodili u Francuskoj tijekom godine i pol. Prvi značajni uspjeh postiže romanom „Dijete od pijeska“ (L’Enfant de sable) objavljenim 1985. Njegov najpoznatiji roman „Sveta noć“ (La Nuit sacrée) objavljen je 1987. i dobitnik je književne nagrade Goncourt. Na zahtjev prijatelja Erica Orsenna, pisca i člana francuske Akademije 1996. piše roman za mlade „Plodovi teškog rada“ (Les Raisins de la galère). 1998. njegova izdavačka kuća Seuil izdaje esej Rasizam objašnjen mojoj kćeri (Le Racisme expliqué à ma fille) tekst nastao kao odgovor na pitanja koja mu je postavila tada desetogodišnja kći Mérième i koji nije planirao objaviti. 2000. piše roman „Ta zasljepljujuća odsutsnost svjetlosti“ (Cette aveuglante absence de lumière) o kalvariji vojnika koji su organizirali državni udar protiv kralja Husseina II 1971. Roman dobiva pozitivne ocjene kritike, a 2005. Tahar Ben Jelloun nagrađen je i međunarodnom književnom nagradom IMPAC.

## Djela
- Hommes sous linceul de silence (Ljudi pod mrtvačkim pokrovom tišine), 1970.
- Les Cicatrices du soleil (Ožiljci na suncu), 1972.
- Harrouda, 1973.
- La Réclusion solitaire (Usamljena povučenost) , 1976.
- Les amandiers sont morts de leurs blessures (Bademova stabla su podlegla ranama), 1976.
- La Mémoire future, Anthologie de la nouvelle poésie du Maroc (Buduća uspomena, Antologija nove marokanske poezije), 1976.
- La Plus Haute des solitudes (Najviša od svih samoća), 1977.
- Moha le fou, Moha le sage (Luđak Moha, mudrac Moha), 1978.
- À l’insu du souvenir (Nepoznato sjećanju), 1980.
- La Prière de l'absent (Molitva za preminulog), 1981.
- L’Écrivain public (Javni pisac), 1983.
- Hospitalité française (Francusko gostoprimstvo), 1984.
- La Fiancée de l'eau (Zaručnica vode), 1984.
- L’Enfant de sable (Dijete od pijeska), 1985.
- La Nuit sacrée (Sveta noć), 1987.
- Jour de silence à Tanger (Dan tišine u Tangeru), 1990.
- Les Yeux baissés (Spušteni pogled), 1991.
- Alberto Giacometti, 1991.
- La Remontée des cendres (Podizanje pepela), 1991.
- L’Ange aveugle (Slijepi anđeo), 1992.
- L’Homme rompu (Slomljeni čovjek), 1994.
- La Soudure fraternelle (Bratska gluhoća), 1995.
- Poésie complète (Zbirka kompletne poezije), 1995.
- Le premier amour est toujours le dernier (Prva je ljubav uvijek i posljednja), 1995.
- Les Raisins de la galère (Plodovi teškog rada), 1996.
- La Nuit de l'erreur (Noć pogreške), 1997.
- Le Racisme expliqué à ma fille (Rasizam objašnjen mojoj kćeri), 1998.
- L’Auberge des pauvres (Svratište siromaha), 1999.
- Le Labyrinthe des sentiments (Labirint osjećaja), 1999.
- Cette aveuglante absence de lumière (Ta zasljepljujuća odsutnost svjetlosti), 2000.
- L’Islam expliqué aux enfants (Islam objašnjen djeci), 2002.
- Amours sorcières (Začarane ljubavi), 2003.
- Le Dernier Ami (Posljednji prijatelj), 2004.
- La Belle au bois dormant (Trnoružica), 2004.
- Partir (Otići), 2006.
- Yemma, 2007.
- L'École perdue (Izgubljena škola), 2007.
- Sur ma mère (O mojoj majci), 2008.
- Au pays (Zemlji), 2009.
- Amine dans Au nom de la fragilité - Des mots d'écrivains de Charles Gardou (collectif) (Amine, U ime krhkosti – Riječi pisaca), 2009.
- Lettres à Delacroix, 2010.
- Beckett et Genet, un thé à Tanger (Beckett i Genet, čaj u Tangeru), 2010.
- Jean Genet, menteur sublime (Jean Genet, uzvišeni lažljivac), 2010.
- Par le feu, (Uz pomoć vatre) 2011.
- L'Étincelle — Révolte dans les pays arabes (Iskra – Pobuna u arapskim zemljama), 2011.
- Que la blessure se ferme (Neka se rana zatvori), 2011.
- Le Bonheur conjugal (Bračna sreća), 2012.
- Au seuil du paradis (Na pragu raja), 2012.
- L'Ablation (Odstranjenje), 2014.
- Mes contes de Perrault (Perraultove bajke na moj način), 2014.

## Prijevodi djela
- Ben Jelloun, Tahar (1985). Dijete od pijeska. prevela s francuskog Zorka Šušnjar Bouchekif, 2005. Zagreb: Biakova
- Ben Jelloun, Tahar (2002). Islam objašnjen djeci. prevela s francuskog Zorka Šušnjar Bouchekif, 2006. Zagreb: Biakova
- Ben Jelloun, Tahar (2006). Otići: roman. prevela s francuskog Zorka Šušnjar Bouchekif, 2007. Zagreb: Biakova
- Ben Jelloun, Tahar (1998). Rasizam objašnjen mojoj kćeri i bujanje mržnji. prevela s francuskog Zorka Šušnjar Bouchekif, 2006. Zagreb: Biakova
- Ben Jelloun, Tahar (1987). Sveta noć. prevela s francuskog Zorka Šušnjar Bouchekif, 2005. Zagreb: Biakova
- Ben Jelloun, Tahar (2000). Ta zasjljepljujuća odsutnost svjetlosti. prevela s francuskog Ursula Burger Oesch, 2007. Zaprešić: Fraktura
- Ben Jelloun, Tahar (2008).O mojoj majci. prevela s Lucija Žigrović, 2014. Zagreb: Algoritam

## Vanjske poveznice
- http://www.taharbenjelloun.org/  Arhivirana inačica izvorne stranice od 9. srpnja 2015. (Wayback Machine) - službena stranica